# Amblyophallus phleboleucus
Amblyophallus phleboleucus är en insektsart som beskrevs av Albino Morimasa Sakakibara 1969. Amblyophallus phleboleucus ingår i släktet Amblyophallus och familjen hornstritar. Inga underarter finns listade i Catalogue of Life.